# ابواسحاق نهاوندی
ابواسحاق ابراهیم بن اسحاق احمری نهاوندی فقیه، راوی و مصنف شیعی است. در علم رجال از راویان ضعیف شمرده می‌شود. از آثار او عبارتند از:
- الصیام
- المتعة
- الدواجن
- جواهر الأسرار
- النوادر
- الغیبة
- مقتل الحسین بن علی
- المآکل
- الجنائز
- العدد
- نفی ابی‌ذر